# Нікольське (Аргуновське сільське поселення)
Ніко́льське (рос. Никольское) — присілок у складі Нікольського району Вологодської області, Росія. Входить до складу Аргуновського сільського поселення.

## Населення
Населення — 182 особи (2010; 232 у 2002).
Національний склад (станом на 2002 рік):
- росіяни — 100 %